# زدرافكو زوفكو
زدرافكو زوفكو (بالكرواتية: Zdravko Zovko)‏ مواليد 25 مايو 1955 في جمهورية يوغوسلافيا الاشتراكية الاتحادية، هو لاعب كرة يد كرواتي سابق تحول إلى التدريب بعد الاعتزال. شارك في دورة الألعاب الأولمبية الصيفية سنة 1984.

## الإنجازات
كمدرب
- الدوري الكرواتي لكرة اليد (3): 1991-92، 1992-93، 1999-00
- دوري أبطال أوروبا لكرة اليد (2): 1991-92، 1992-93
- الدوري السلوفيني لكرة اليد (3): 1995-96، 1996-97، 1997-98
- الدوري المجري لكرة اليد (5): 2001-02، 2002-03، 2003-04، 2004-05، 2005-06

## روابط خارجية
- زدرافكو زوفكو على موقع أوليمبيديا (الإنجليزية)